# Arrigo Boito

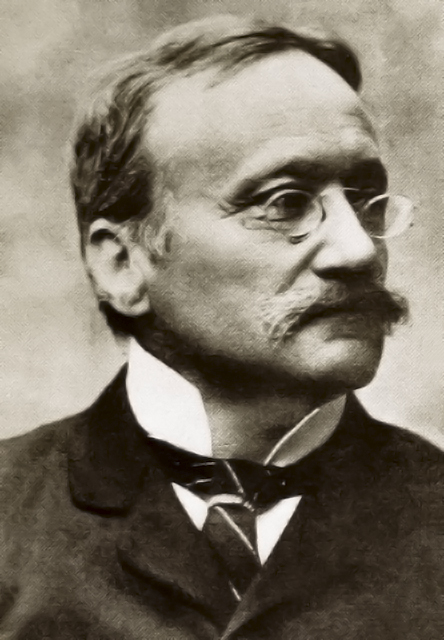
Arrigo Boito

Arrigo Boito (Padua, 24 februari 1842 – Milaan, 10 juni 1918) was een Italiaans componist en librettist.

## Biografie
Reeds op zijn negende jaar componeerde hij een polka gebaseerd op La donna è mobile uit La Rigoletto van Giuseppe Verdi. In 1853 ging hij naar het Conservatorio "Giuseppe Verdi" (Milaan) van Milaan, waar hij viool, klavier en compositie studeerde bij A. Mazzucato. In 1855 raakte hij bevriend met zijn medestudent Franco Faccio.
Nauwelijks afgestudeerd vertrokken Boito en Faccio in 1861 naar Parijs, waar zij Gioacchino Rossini en Giuseppe Verdi ontmoetten. Hier schreef hij de tekst voor Verdi's Hymne der Naties (1862).
Na zijn vertrek uit Parijs, en voordat hij naar Milaan terugkeerde, bezocht hij nog eerst Engeland, Polen (zijn moeder was van Poolse afkomst) en Duitsland, waar hij onder de indruk raakte van de werken van Richard Wagner.
Weer terug in Milaan (november 1862) sloot hij zich aan bij de revolutionaire intellectuelenbeweging Scapigliatura, in wier kringen hij een jaar of vijf verbleef. In die periode schreef hij een libretto voor Franco Faccio's opera Amleto (première: 30 mei 1865 in Genua). Samen met Faccio nam hij in 1866 als vrijwilliger dienst in de vrijheidsstrijd tegen de Oostenrijkers.
De première van zijn eerste opera, Mefistofele, naar Goethes Faust, op 5 maart 1868 in het Teatro alla Scala van Milaan, werd een fiasco, maar na het werk verkort en herzien te hebben werd de nieuwe versie bij de heropvoering in 1876 in het Teatro Communale di Bologna met groot enthousiasme ontvangen en erkend als een van de meest originele Italiaanse opera's uit de negentiende eeuw. Zijn tweede opera, Nerone, waaraan hij in 1877 begon, was bij zijn dood in 1918 nog steeds onvoltooid en werd voltooid door Antonio Smareglia, Vittorio Tommasini en Arturo Toscanini (postume première: 1 mei 1924, Teatro alla Scala, Milaan).
Naast de vertaling van Wagners opera's Rienzi (1869) en Tristan und Isolde (1876) in het Italiaans, schreef hij de libretti voor La Falce van Alfredo Catalani (1875), La Gioconda van Amilcare Ponchielli (1876) en voor Verdi's Simon Boccanegra (herziene versie, 1881), diens Otello (1887) en Falstaff (1893). Zijn operalibretti schreef hij meestal onder het pseudoniem Tobia Gorrio.
- Bibsys: 90388075
- Biblioteca Nacional de Chile: 000102822
- Biblioteca Nacional de España: XX1112346
- Bibliothèque nationale de France: cb11892633n (data)
- Catàleg d'autoritats de noms i títols de Catalunya: 981058581222606706
- CiNii: DA04100255
- Gemeinsame Normdatei: 118513028
- International Standard Name Identifier: 0000 0001 0868 3967
- Library of Congress Control Number: n80010162
- Nationale Bibliotheek van Letland: 000037594
- MusicBrainz: 344d0eae-3b48-4da7-8c56-af771c4f6c1e
- Bibliotheek van het Japanse parlement: 00433736
- Nationale Bibliotheek van Tsjechië: jn20010601484
- Nationale bibliotheek van Australië: 35852649
- Nationale Bibliotheek van Israël: 987007517001805171
- Nationale Bibliotheek van Polen: a0000001212146
- Nationale en Universitaire bibliotheek Zagreb: 000045148
- Nederlandse Thesaurus van Auteursnamen: 068672519
- Réseau des bibliothèques de Suisse occidentale: 02-A000021266
- Istituto Centrale per il Catalogo Unico: CFIV026314
- LIBRIS: 213651
- SNAC: w6dz0m2j
- Système universitaire de documentation: 027377059
- Trove: 1116306
- Virtual International Authority File: 9843477
- WorldCat: E39PCjr73GBgBrqwDWxTWtCPHy